# Lygodactylus kimhowelli
Lygodactylus kimhowelli är en ödleart som beskrevs av  Pasteur 1995. Lygodactylus kimhowelli ingår i släktet Lygodactylus och familjen geckoödlor. Inga underarter finns listade i Catalogue of Life.